# 小縣方樹
小縣 方樹（おがた まさき、1952年2月16日 - ）は、日本の実業家・技術者。JR東日本代表取締役副社長、同社取締役副会長、東北観光推進機構会長、企業情報化協会会長などを歴任した。

## 人物・経歴
埼玉大学教育学部附属中学校、開成高等学校を経て、1974年東京大学工学部卒業、日本国有鉄道入社。1987年東日本旅客鉄道入社。1998年東日本旅客鉄道鉄道事業本部安全対策部長。2000年東日本旅客鉄道広報部長。2002年東日本旅客鉄道取締役鉄道事業本部運輸車両部長。2004年東日本旅客鉄道常務取締役鉄道事業本部副本部長。2006年東日本旅客鉄道常務取締役IT事業本部長、鉄道事業本部副本部長。2007年東日本旅客鉄道常務取締役IT・Suica事業本部長、鉄道事業本部副本部長。2008年東日本旅客鉄道代表取締役副社長鉄道事業本部長、IT・Suica事業本部長。2009年東日本旅客鉄道代表取締役副社長鉄道事業本部長。2010年東日本旅客鉄道代表取締役副社長。2011年東日本旅客鉄道取締役副会長。2012年東日本旅客鉄道取締役副会長技術関係（全般）、国際関係（全般）。2018年東北観光推進機構会長、企業情報化協会会長、東北電力取締役。2020年東北観光推進機構特別顧問。開成中学校・高等学校 学園長・理事長